# Teatro Manoel
El Teatro Manoel (en maltés: Teatru Manoel) tiene fama de ser el tercer teatro más antiguo de Europa aún en funcionamiento, y el teatro más antiguo en la Mancomunidad de Naciones aún activo. Situado en Calle vieja del teatro (Triq it-Teatru l-Antik) en La Valeta, ahora es el Teatro Nacional de Malta y el hogar de la Orquesta Filarmónica nacional de Malta (Orkestra Filarmonika Nazzjonali).
En 1731, António Manoel de Vilhena, el gran maestro portugués de los Caballeros de Malta, encargó y personalmente financió la construcción de este edificio central para que sirviera de Teatro Público "para la recreación honesta de la gente", siendo abierto al público en 1732.